# Quir de Moab
Quir de Moab, Kir de Moab, Quir o Kir es mencionada en el Tanaj como una de las dos principales fortalezas de Moab, la otra es Ar. Probablemente sea la misma de la ciudad llamada Kir-haresh, Kir-hareseth (hebreo: קִיר-חֲרֶשֶׂת; Isaías 16:7) o Kir-heres (hebreo: קִיר חָרֶשׂ; Isaías 16:11; Jeremías 48:31 Jeremías 48:36).  La palabra Kir alude a una muralla o fortaleza.Easton, Matthew George (1897). "Kir". Es identificada con la posterior ciudad de Al Karak.
Según el segundo Libro de los Reyes, después de la muerte de Acab, rey de Israel, Mesha (o Mesa), rey de Moab (ver la Estela de Mesa), abandonó la lealtad al rey de Israel. El sucesor de Acab, Joram, al tratar de recuperar su supremacía sobre Moab, se alió con Josafat, rey de Judá, y con el rey de Edom. Los tres reyes al frente de sus ejércitos contra Mesa, que fue rechazado para buscar refugio en Kir-haraseth. Los moabitas perdieron la esperanza y Mesa tomó entonces a su hijo mayor, que habría reinado en su lugar, y lo sacrificó como holocausto en la muralla de la fortalez, a la vista de los ejércitos aliados. "Hubo gran indignación contra Israel, se apartaron de él y volvieron a su(s) tierra(s)". Los invasores salieron de la tierra de Moab y Mesa logró la independencia de su país (2 Reyes 3:20-2 Reyes 3:27). Josefo dijo que los reyes se compadecieron de la necesidad que había sentido el monarca moabita cuando ofreció a su hijo, por lo que se retiraron.

## Otros Quir
Quir es también el nombre de otro lugar del Tanaj, al que Tiglath-Pileser III llevó cautivos a los arameos después de haber tomado la ciudad de Damasco (2 Reyes 16:9; Amós 1:5). También es el lugar de donde se dice que los arameos eran originarios (Amós 9:7). En Isaías 22:6 se menciona junto con Elam. Algunos estudiosos han supuesto que Kir es una variante de Cus (Susiana), al sur de Elam. [5] Kir, también está vinculado con la región del norte de que fue ocupada por los hijos de Sem, hoy llamada Kirguistán. 